# Вад

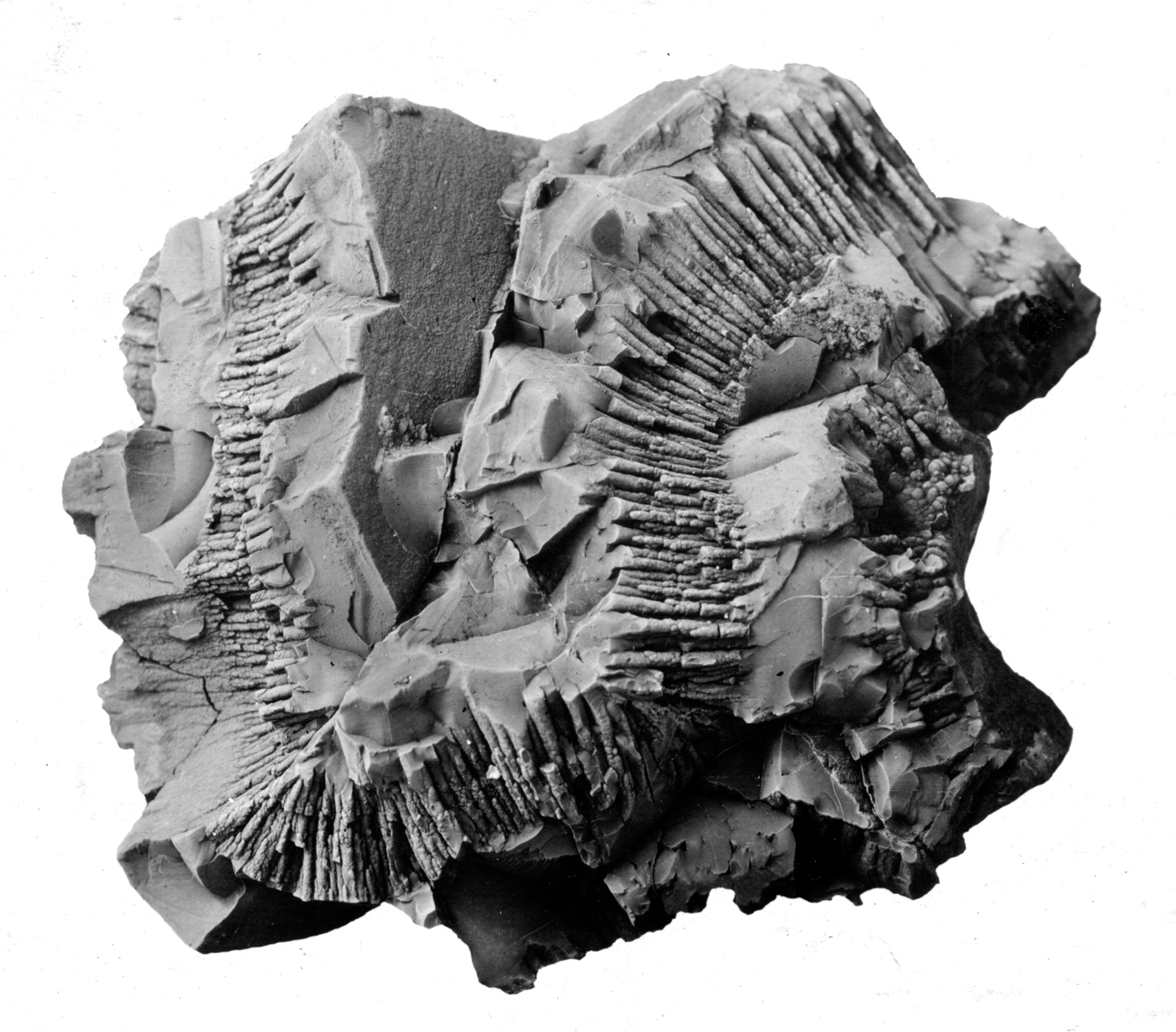
Піролюзит і вад

Вад (вадит) (рос. вад, англ. wad, black ochre, bog manganese, нім. Wad) — спільна назва мінералів — землистих сумішей гідроксидів марганцю. 

## Загальний опис
Здебільшого вад складається з піролюзиту і псиломелану. Хімічний склад непостійний. Вміст MnO+MnO2 32-75 %, H2O 10-21 %. Колір від темно-бурого до чорного. Твердість низька, макс. — до 4. Густина 2,8-4,4. Сильно пористий. Вад належить до гіпергенних утворень, типовий для кір вивітрювання і зон окиснення оксидних, карбонатних та силікатних руд Mn. Розрізняють вад алюмініїстий, вольфрамистий, залізний, кобальтистий, літіїстий, мідистий (мідний) та ін.
Вад — марганцева руда. В Україні є в Нікопольському марганцевому родовищі. Збагачується за комбінованими гравітаційно-флотаційними схемами (промивка, відсадка, магнітна сепарація і флотація).

## Різновиди
- вад алюмініїстий (вад, який містить значні кількості Al2O3 внаслідок домішок гідраргіліту або інших водних оксидів алюмінію);
- вад вольфрамистий (відміна ваду з вмістом до 2,78 % WO3. Рідкісний.);
- вад залізний (відміна ваду з вмістом Fe2O3 до 45 %);
- вад звичайний (водні оксиди марганцю з болотних відкладів);
- вад кобальтистий (відміна ваду, яка містить до 32 % СоО);
- вад літіїстий (відміна ваду, яка містить Li2O);
- вад мідистий або мідний (відміна ваду, яка містить до 25 % CuO, а також часто СоО і Fe2O3);
- вад пінистий (шкаралупчаста відміна ваду);
- вад свинцевистий (відміна ваду, яка містить до 30 % PbO);
- вад чорний (застаріла назва ваду).